# Asterix e i Belgi
Asterix e i Belgi (Astérix chez les Belges) è la ventiquattresima storia a fumetti della serie Asterix, creata dal duo francese René Goscinny (sceneggiatura) e Albert Uderzo (disegni). In patria, la sua prima pubblicazione in lingua originale risale al 1979 ed ebbe una tiratura iniziale di 1 500 000 copie. Si tratta dell'ultima avventura di Asterix sceneggiata da René Goscinny, morto nel 1977; pur avendo concluso per tempo la sceneggiatura, Goscinny scomparve prima che la storia venisse ultimata e il collega Uderzo avesse completato i disegni delle ultime quattro. I toni grigi e cupi e il tempo nuvoloso che contraddistinguono la battaglia con i romani nel finale della storia, piuttosto insoliti in un'avventura di Asterix, sono un segno di lutto per la morte del fumettista, e anche il coniglietto che esce in punta di piedi dall'illustrazione, in basso a sinistra nell'ultima vignetta dell'ultima tavola, rappresenta l'estremo saluto di Uderzo a Goscinny.

## Trama
Dopo aver combattuto contro i Belgi che abitano nel nord della Gallia, Giulio Cesare li definisce il suo nemico più valoroso che abbia mai affrontato (cosa che dichiarò lui stesso anche nella realtà), e i suoi legionari si mostrano tanto d'accordo con lui che considerano di circondare il villaggio degli armoricani come periodo di ferie. Amareggiato dal fatto che il suo villaggio, dopo esser stato il terrore dei Romani per anni, ora appare come qualcosa di innocuo, il capo armoricano Abraracourcix parte per il paese dei Belgi, accompagnato dai fidi Asterix e Obelix, per vendicare il suo orgoglio da gallo e costringere Cesare a rivedere i suoi commenti.
Superato il confine, i protagonisti incontrano un villaggio di Belgi che si affidano alla forza bruta (e una dieta regolare di carne e birra) per spaventare le legioni di Cesare; questi Belgi sono guidati da due capi, Birranostranix dei Nervii e Vanderscappapipix dei Menapii (anche se il secondo è considerato più un braccio destro). Il gruppetto inizia con loro una singolare sfida: riuscire a provocare il maggior danno possibile ai romani, allo scopo di costringere Cesare a venire in Belgio e dirimere una volta per tutte la questione su chi sia il popolo più valoroso in battaglia. La sfida, nella quale tra le altre cose Obelix distrugge con un masso il vascello degli sventurati pirati che qui sono neutrali, termina in pareggio tra le due fazioni, ma raggiunge intanto le orecchie dei Romani, al che Cesare decide di raggiungere personalmente il Belgio ignaro del vero scopo della sfida.
All'arrivo di Cesare, Asterix e Obelix lo raggiungono proponendo una tregua e propongono che Cesare incontri gli Armoricani e i Belgi e decida chi dei due popoli sia il più valoroso; oltraggiato, Cesare si infuria e decide piuttosto di combatterli. Nella battaglia che segue, i Romani iniziano a sovrastare i belgi con l'uso delle loro catapulte, ma poi i tre galli, grazie alla pozione magica, distruggono una manovra romana d'accerchiamento e si uniscono ai Belgi, i quali vincono infine la battaglia con gli sforzi combinati con gli Armoricani. Capendo che la battaglia è persa, l'amareggiato Cesare decide di tornare a Roma: sulla strada di ritorno incontra però Abraracourcix e Birranostranix, e si dichiara pronto a pagare con la vita la sua sconfitta; quando i due capi si limitano a voler sapere quale dei loro popoli fosse il più valoroso, ottengono l'irato "giudizio" finale del povero Cesare, per il quale in definitiva Belgi e Galli sono entrambi "pazzi, gli uni quanto gli altri!" Scoprendo infine di avere più punti in comune che differenze, i due capi ridono a crepapelle e invitano entrambi i loro popoli al solito banchetto finale sotto le stelle che stavolta ricompone la lite.

## Personaggi principali
I personaggi presenti nella storia più rilevanti ai fini della trama sono:
- Asterix: segue il suo capo nella spedizione in Belgio, pur non essendo molto convinto della sua testardaggine ma preoccupato per la sua sorte. L'intervento suo e di Obelix ribalta l'esito della battaglia finale tra Belgi e Romani.
- Obelix: si offre di scortare Abraracourcix perché convinto da Panoramix che senza l'aiuto suo e di Asterix la storia potrebbe finire male, e "una storia che finisce male è una storia senza cinghiali alla fine". Quando il capo gli rimprovera, per questo, di pensare solo al cibo risponde stizzito "Asterix non so ma io sì! Quindi sbirighiamoci ad andare dai Belgi e tornare, perché ho fame!". In seguito, mostra di gradire notevolmente la grassa e sovrabbondante cucina belga.
- Abraracourcix: punto sul vivo dai commenti di Cesare, si sente in dovere di smentirlo per salvaguardare il proprio smisurato orgoglio. Alla fine, come i suoi guerrieri, finisce per riappacificarsi con gli amichevoli Belgi.
- Birranostranix e Vanderscappapipix (Gueuselambix e Vanendfaillevesix)[3]: i due capi dei guerrieri belgi, sono rispettivamente un nervio e un menapio. Spesso litigano fra loro, ma mettono da parte le controversie in battaglia. Prendono subito in simpatia i "cugini" Galli (che loro chiamano bonariamente "Celticchioni").

## Riferimenti storici

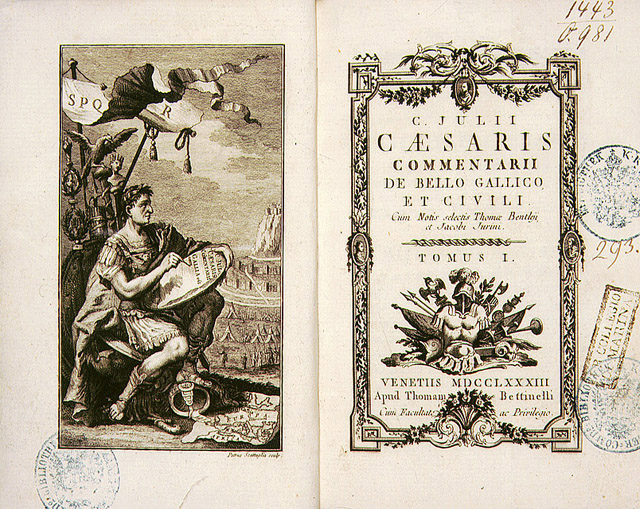
Frontespizio del De bello Gallico in un'edizione del 1783

Durante la battaglia finale con i romani vengono nominati diversi reparti dell'esercito romano, come gli astarti, i principi "dalle calighe di cuoio" e i veliti, ma tutti questi corpi esistevano al tempo della Repubblica, e vennero aboliti a seguito della riforma voluta da Gaio Mario nel 107 a.C., ovvero circa 60 anni prima degli eventi narrati nell'albo. La frase con la quale Cesare appella i Belgi come "il popolo più valoroso della Gallia", che scatena le ire del suscettibile Abraracourcix, deriva dal celebre incipit del De bello Gallico. La citazione completa è la seguente:
(De bello Gallico, Liber I)

Anche in questa storia vengono parodiati stereotipi riferiti alla popolazione moderna del luogo visitato, in questo caso quella belga. La tribù belga incontrata dai protagonisti è guidata da due capi, appartenenti a due diverse popolazioni celtiche: Birranostranix, un nervio, e Vanderscappapipix, un menapio, in riferimento alla moderna suddivisione del popolo belga fra valloni e fiamminghi. Durante uno degli innumerevoli banchetti, i due finiscono per litigare per un piatto di lingua di cinghiale; la moglie di Birranostranix commenta dicendo "sempre problemi di lingua fra quei due", altro riferimento alla divisione linguistica fra i due popoli. Un altro elemento parodiato è l'estrema piattezza e monotonia del paesaggio belga mostrato come completamente pianeggiante. La cucina belga poi, descritta come estremamente abbondante, il cui piatto caratteristico, cozze e patate fritte viene suggerito a Birranostranix da un calderone di olio bollente e da alcune cozze rinvenute su un relitto navale, alla vista delle quali il capo si domanda se "le cozze non starebbero bene insieme alle patate fritte"; altro piatto tipico belga è il waterzooi e lo stesso nome originale di Birranostranix, "Gueuselambix", richiama due tipi di birre tradizionali belghe: la Gueuze e la Lambic. La confusione tra Birranostranix e Obelix, che non capisce come mai i Belgi "cenino" all'ora di pranzo e "pranzino" al mattino, deriva dai diversi termini con cui questi pasti sono chiamati in francese e belga: infatti in lingua francese colazione, pranzo e cena sono chiamati rispettivamente "le petit déjeuner", "le déjeuner" e "le dîner", mentre in vallone vengono chiamati "le déjeuner", "le dîner" e "le souper". Il bambino incontrato da Asterix e Obelix nei pressi di una fattoria è un riferimento al Manneken Pis, celebre statua di Bruxelles. Sempre presso la fattoria i protagonisti assaggiano della "brassica" (nome latino del cavolo, ovvio riferimento ai Cavoletti di Bruxelles) e ricevono in dono un merletto, da utilizzare come bandiera bianca, che ricorda quelli tipici del Belgio.

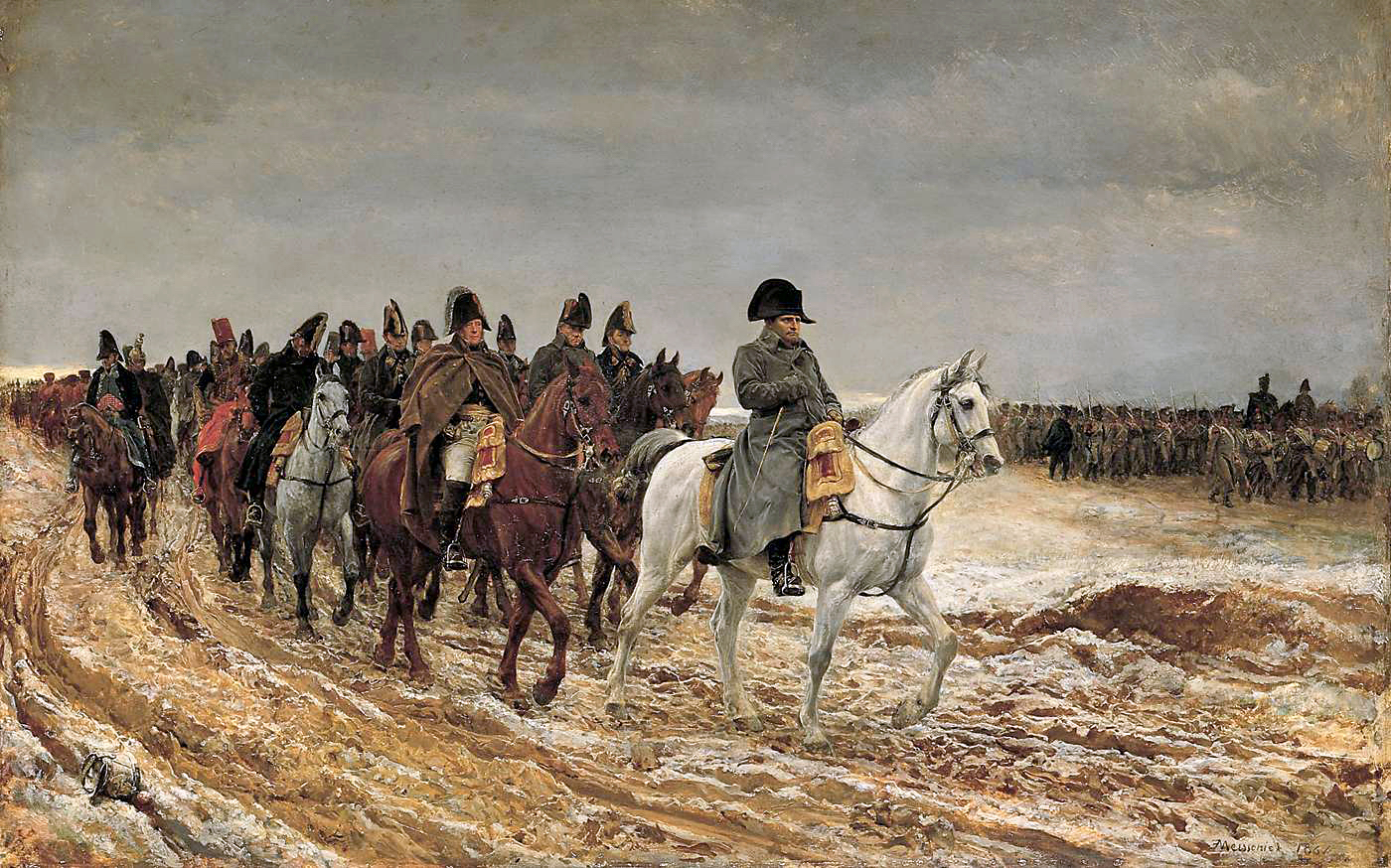
La campagna di Francia, quadro di Ernest Meissonier che nell'albo viene rivisitato con Giulio Cesare come protagonista.

Oltre alle ironie sugli stereotipi comunemente associati al Belgio e ai suoi abitanti, nell'albo compaiono alcune citazioni e parodie della letteratura, storia e cultura belga. Una di esse si ha nella tav. 10, allorché il capo Birranostranix, presentandosi ad Abraracourcix, parla del suo popolo dicendo "Bellovaci, Suessoni, Eburoni, Atuatuci, Nervii, Ceutroni, Grudii, Levaci, Pleumosii, Geldumni, Menapii: questi sono i nostri nomi, Belga è il cognome" (in originale "Bellovaques, Suessions, Éburons, Atuatuques, Nerviens, Ceutrons, Grudii, Lévaques, Pleumoxii, Geidumnes, Ménapiens sont nos prénoms, Belge est notre nom de famille") una frase che - oltre a descrivere piuttosto correttamente i popoli celtici che anticamente abitavano la Gallia Belgica - richiama apertamente un poema del poeta Antoine Clesse, che recita "Flamands, Wallons, / Ce ne sont là que des prénoms, / Belge est notre nom de famille". Sempre nella tav. 10, Birranostranix afferma che lui e i suoi si sono ribellati ai romani, "dopo settimane e settimane di schiavitù" (Après des semaines et des semaines d'esclavage), rielaborazione dell'incipit dell'inno nazionale belga, La Brabançonne, che si apre con le parole "dopo secoli e secoli di schiavitù…" (Après des siècles et des siècles d'esclavage…). Ancora Birranostranix, nella tav. 16, commenta l'estrema piattezza del panorama belga dicendo "Già, nel paese piatto che è il mio, con villaggi fortificati come uniche montagne" (Oué, dans ce plat pays qui est le mien, nous n'avons que des oppidums pour unique montagnes) che è una citazione quasi letterale della canzone Le plat pays del cantautore belga Jacques Brel. La battaglia finale fra Romani e Belgi è una parodia della celebre Battaglia di Waterloo: la vignetta ritraente l'arrivo di Cesare e dei suoi ufficiali a cavallo assomiglia ad un famoso quadro di Ernest Meissonier ritraente Napoleone Bonaparte, ed anche la confusione dello stesso Cesare, che scambia Asterix per i rinforzi tanto attesi, richiama l'analoga speranza spezzata dell'imperatore corso, allorché venne sorpreso da von Blücher. Le didascalie che accompagnano le scene dello scontro, dal tono aulico e poetico, prendono in giro, per stile e contenuto, la poesia L'expiation di Victor Hugo, contenuta nella raccolta Les Châtiments del 1853, e concernente la disfatta di Napoleone.

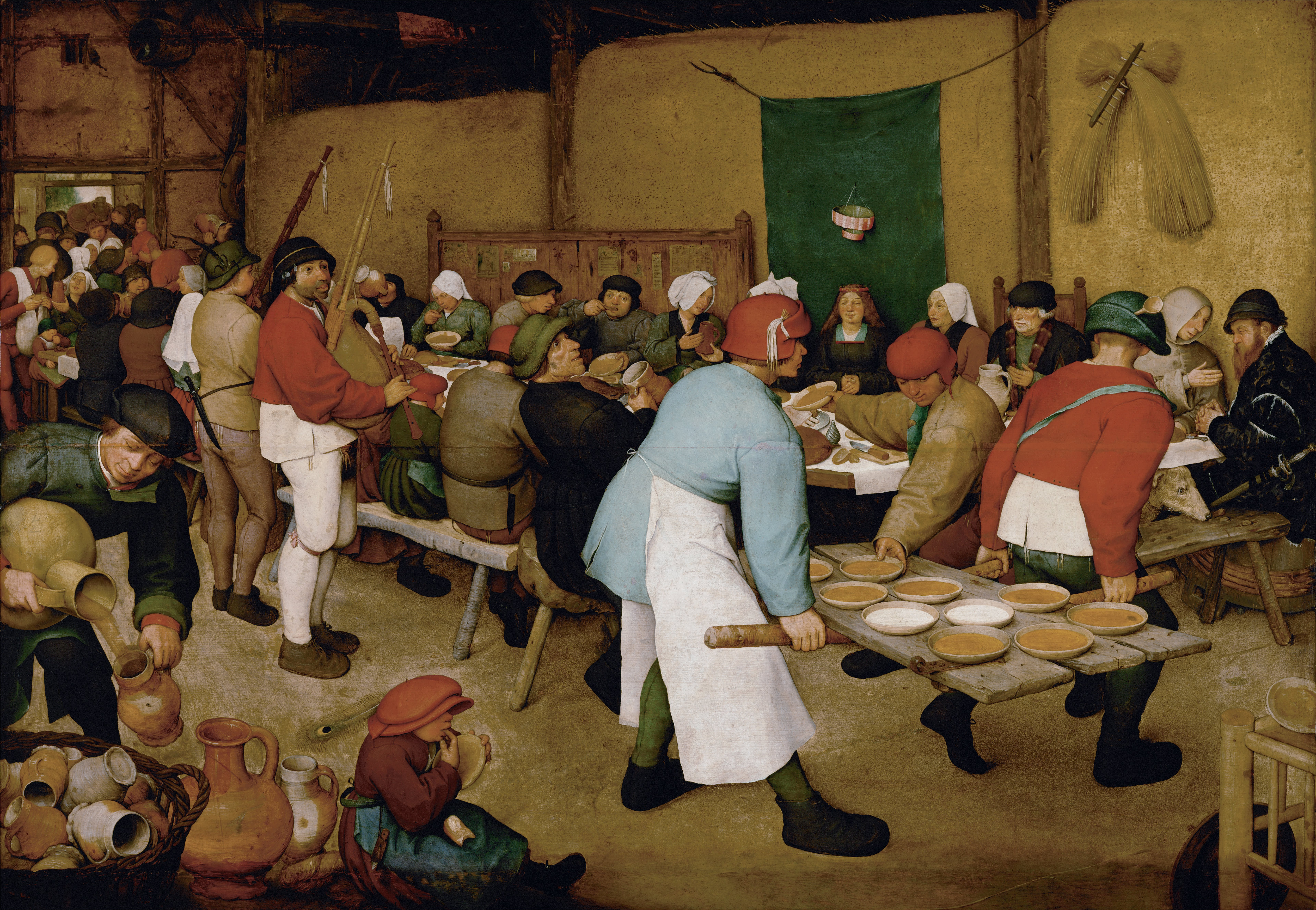
De Boerenbruiloft, il quadro di Pieter Bruegel parodiato nella storia

Infine, il sontuoso banchetto finale, ritratto in un'unica tavola dall'aspetto di un quadro ad olio, è una parodia di una celebre opera di Pieter Bruegel il Vecchio.
Numerose caricature di famosi personaggi belgi sono presenti in questa storia. Fra di essi:
- Il legionario che si imbatte in Asterix e Obelix all'inizio del racconto (Tavola 4) è Pierre Tchernia;
- La moglie di Birranostranix, Nicotina, è la cantante belga Annie Cordy[2];
- I guerrieri belgi che avvertono dell'arrivo di Cesare (Tavola 27) sono Dupont e Dupond, personaggi del famosissimo fumetto Le avventure di Tintin[2][8]. I due sono ritratti con uno stile che ricorda apertamente quello del loro autore, Hergé, e conservano anche il loro caratteristico modo di parlare ("Giulio Cesare è arrivato in Belgio" "Anzi, direi di più: Ciulio Gesare è arrivato in Belgio"). Oltre che un omaggio ad Hergé, la vignetta vuole essere anche un accenno all'importanza dei fumetti di scuola belga nel panorama europeo;
- Il "veloce corriere" belga che appare fugacemente prima della battaglia (Tavola 35) è Eddy Merckx[10].

## Storia editoriale
In Francia la storia apparve inizialmente a puntate all'interno del quotidiano Le Monde; in seguito è stata ristampata in albo cartonato dall'editore Dargaud nel 1979. Fu ultima avventura di Asterix ad essere stata pubblicata da Dargaud: le storie successive vennero edite da Les Editions Albert René, neonata casa editrice fondata dallo stesso Uderzo nel 1980. L'albo in patria fu pubblicato con una tiratura iniziale di 1 500 000 copie. Successivamente venne ristampato dalla casa editrice Hachette Livre, che nel dicembre 2008 acquisì da Uderzo e da Anna Goscinny (figlia dello scomparso René) tutti i diritti sulle pubblicazioni di Asterix.

### Edizioni estere

#### Italia
In Italia l'albo è edito, come gli altri della serie, da Mondadori; la prima edizione italiana risale al giugno 1979 per la traduzione di Alba Avesini. La Mondadori ha ristampato l'albo più volte nel corso degli anni; l'ultima edizione, condotta su quella francese di Hachette Livre, è della fine del 2011 e rispetto alle precedenti presenta, pur mantenendo invariata la traduzione, una copertina diversa, un nuovo lettering e una colorazione rinnovata; è inoltre caratterizzata dall'avere la sagoma di Asterix stampata in rosso sulla costa. La storia è stata pubblicata a puntate anche all'interno della rivista Il Giornalino (Edizioni San Paolo), nella quale fece la sua prima apparizione nel 1979 venendovi poi ristampata periodicamente. Tale edizione è basata su quella Mondadori e presenta la stessa traduzione.

## In altre lingue
Il titolo originale dell'albo, Astérix chez les Belges, è stato tradotto come segue in alcune delle principali lingue in cui il fumetto è edito; vengono inoltre indicate la casa editrice e l'anno di prima pubblicazione:
- catalano: Astèrix a Bèlgica - Salvat editores,  Spagna
- ceco: Asterix u Belgů - Egmont ČR,  Rep. Ceca, 2004
- finlandese: Asterix Belgiassa - Egmont Kustanus Oy,  Finlandia, 1979
- greco: Ο Αστερίξ στους Βέλγους - Anglo Hellenic Agency,  Grecia
- inglese: Asterix in Belgium - Orion,  Regno Unito, 1980
- norvegese: Styrkeprøven - Egmont Serieforlaget A/S,  Norvegia, 1979
- olandese: Asterix en de Belgen - Hachette Livre,  Paesi Bassi, 1979
- polacco: Asteriks u Belgów - Egmont Poland Ltd,  Polonia, 1995
- portoghese: Astérix entre os Belgas - Edições ASA,  Portogallo
- spagnolo: Astérix en Bélgica - Salvat editores,  Spagna
- svedese: Asterix i Belgien - Egmont Kärnan AB,  Svezia, 1979
- tedesco: Asterix bei den Belgiern - Egmont Ehapa Verlag,  Germania, 1980